# Biciclo American Star
El Biciclo American Star fue un biciclo inventado en 1880 por G. W. Pressey, siendo fabricado por la compañía H. B. Smith, radicada en Smithville (Condado de Burlington, Nueva Jersey). Se caracterizaba por su rueda delantera pequeña, con la que se evitaba el problema de volcar hacia adelante inherente a otro tipo de biciclos, diseñados con una gran rueda delantera.
Un biciclo Star fue fotografiado bajando la escalinata del Capitolio de los Estados Unidos en 1885 para demostrar su estabilidad. Estos biciclos Star también fueron utilizados para el deporte del polo en bicicleta a mediados de la década de 1880. Pressey demandó a Smith en 1887 por los derechos de la patente del biciclo. El nombre de "Star" (Estrella en inglés) es atribuido a la disposición en doble estrella de los radios de sus ruedas.

## Detalles

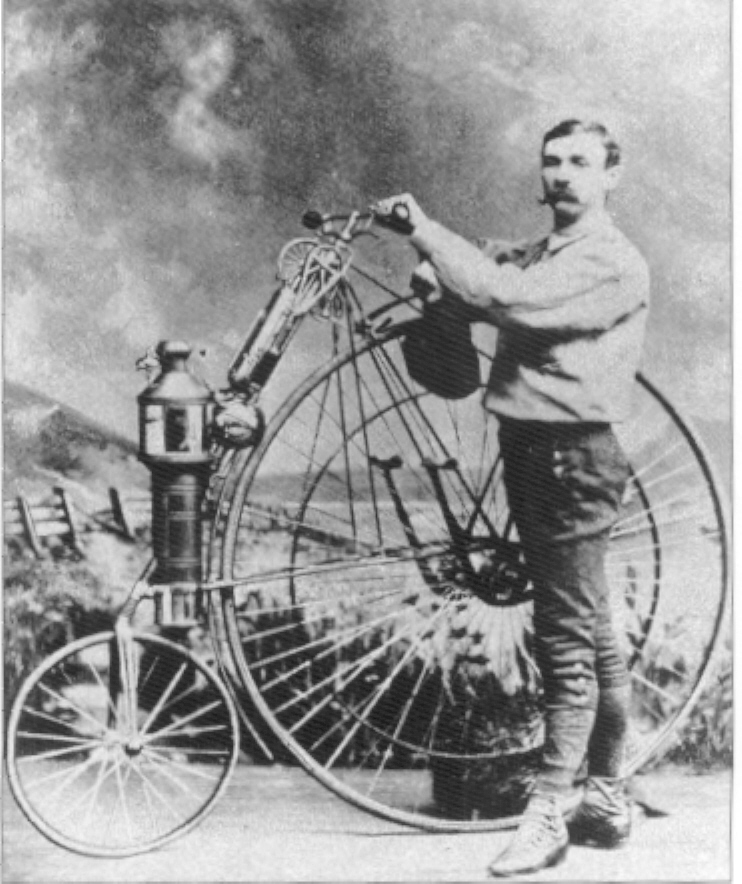
Bicicleta de vapor Copeland, una Star motorizada (1884)

La pequeña rueda delantera, con un diámetro de entre 46 y 58 cm, estaba conectada con la dirección, y la gran rueda trasera, con un diámetro de entre 110 y 150 cm de diámetro, proporcionaba la impulsión del vehículo y soportaba la mayor parte del peso del conductor. La publicidad del biciclo informaba de que la carga ligera en la rueda frontal tenía la ventaja de una conducción más estable en superficies sueltas como arena y grava. Las American Star incorporaron neumáticos poco después de iniciarse su producción. El frenado estaba resuelto mediante un freno de cuchara que actuaba sobre la rueda trasera, activado por una palanca situada en el lado derecho del manillar.
En vez de un sistema de bielas y pedales, utilizaba un par de mecanismos independientes del tipo pedal oscilante accionados por las piernas del ciclista. Una correa de cuero transmitía su movimiento a la rueda trasera mediante un mecanismo de trinquete (véanse las imágenes siguientes). El punto de ataque de la correa de cuero podía ser modificado para proporcionar distintas relaciones de marcha, y ambos pedales se podían impulsar simultáneamente para producir un breve aumento del par de la rueda. Un muelle sujetaba el trinquete recogiendo la correa cuando se levantaba el pie del pedal. La disposición de estos pedales balancín también permitía que conductores de distintas estaturas pudieran montar el mismo biciclo cómodamente sin necesidad de ajustarlo, dado que los pedales de vaivén no trazaban un círculo sobre un eje.
Un anuncio sin fechar listaba los precios de la Star entre 75 y 120 dólares, dependiendo del tamaño de la rueda y de la terminación de la máquina, que podía variar entre "máquina simplemente acabada; pintada a rayas" y "totalmente niquelada y abrillantada, excepto las llantas, pintadas a rayas doradas."

## Variantes
Smith también comercializó triciclos en 1887 y 1888, y patentó un triciclo de vapor en 1889.
En la primera Feria del Condado de Maricopa, en 1884, Lucius Copeland exhibió su biciclo de vapor, una de las primeras motocicletas, una Star de rueda alta con un motor de vapor. Se decía que era capaz de recorrer una milla (1.6 km) en 4 minutos, su caldera generaba una presión de vapor de 80 libras por pulgada cuadrada (5.5 bar), y llevaba bastante agua y combustible como para permanecer en ruta durante una hora.
"American Star" fue también una marca utilizada por un fabricante de bicicletas japonés en las décadas de 1960 y 1970.

## Canciones
La Compañía Smith encargó varias composiciones musicales para promocionar el Biciclo American Star. En 1882, Chas. W. Nathan compuso el "Star Bicycle Gallop" (Galope del Biciclo Star) para piano, y en 1883, John Ford compuso "The Star Rider. Song & Chorus" (El Jinete de la Star. Canción y Coros)  para piano y voz, que figuraba en la cara posterior de los anuncios del Biciclo American Star.

## Galería
|  |  |  |  |